# Křížový vrch (přírodní rezervace)
Křížový vrch je přírodní rezervace poblíž města Frýdlant v okrese Liberec. Oblast spravuje Agentura ochrany přírody a krajiny ČR.
Důvodem ochrany je zbytek klimaxových lesních společenstev Frýdlantska charakteru dubohabrových a dubolipových hájů (sv. Carpinion), suťového listnatého lesa (sv. Tilio-Acerion) a fragmentů dalších přirozených společenstev lesů dubobukového vegetačního stupně s bohatým bylinným patrem, obohaceným o některé demontánní prvky – tento jev, související s množstvím srážek a blízkostí hor, je typický pro nižší polohy Frýdlantska. Část lesního porostu je regionálně významným nalezištěm chráněného rostlinného druhu lilie zlatohlávku.
Samotný Křížový vrch je strmý svah zakončený rovnou plošinou nacházející se přímo proti frýdlantskému zámku přes řeku Smědou. Tato rovná plošina je lávová plošina Křížového vrchu. Dětřichovská ulice odděluje od Křížového vrchu malý zalesněný kopec Háj. Na jeho severovýchodním svahu se nachází drobný opuštěný lom s několika čedičovými sloupci. Kopec Háj má podobu výrazné ostré špičky vystupující z plošiny Křížového vrchu, která je pozůstatkem lávového proudu. Z toho důvodu lze usuzovat, že Háj je zbytkem drobné sopky, ze které lávový proud vytekl. Žádné úlomkovité sopečné uloženiny se ale nedochovaly. Severovýchodní svahy Křížového vrchu, které byly opracovávány boční erozí řeky Smědé poskytují několik drobných čedičových výchozů s vertikálně orientovanými sloupci.
V lese na Křížovém vrchu jsou rozmístěna zastavení Křížové cesty a kaple.